# Euriphene gola
Euriphene gola är en fjärilsart som beskrevs av Fox 1965. Euriphene gola ingår i släktet Euriphene och familjen praktfjärilar. Inga underarter finns listade i Catalogue of Life.